# 黃乾行
黃乾行（？—？），字叔陽，號玉巖，福建福寧州人，軍籍，明朝政治人物。

## 生平
嘉靖二十八年（1549年）己酉科福建鄉試第八十七名舉人。嘉靖三十二年（1553年）中式癸丑科會試第二百九十七名，三甲第一百六十五名進士。都察院观政，授行人，升户部主事、员外郎、郎中，出知重庆府。

## 家族
曾祖黃裘；祖父黃發；父黃子厚，訓導。前母林氏；雷氏。兄黄乾清（举人）、黄乾德（知县）、弟黄乾道（生员）。